# Garaeus altapicata
Garaeus altapicata är en fjärilsart som beskrevs av Holloway 1977. Garaeus altapicata ingår i släktet Garaeus och familjen mätare. Inga underarter finns listade i Catalogue of Life.